# Дібамус нікобарський
Дібамус нікобарський (Dibamus nicobaricum) — вид ящірок родини Дібамові (Dibamidae). Вид є ендеміком Нікобарських островів.

## Опис
Тіло пурпурово-коричневого забарвлення, 15-25 см завдовжки . Морда конічна, на голові чотири лусочки. Очі ледь помітні під очними лусками. На череві 22-26 однакових лусок, преанальні лусочки дуже дрібні. Хвіст короткий та тупий.